# بخش لوکارنو

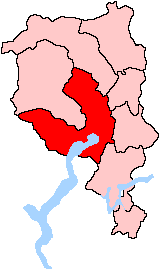
بخش لوکارنو بر روی نقشه تیکینو

بخش لوکارنو (Locarno) (همچنین به‌نام لوکارنز) یکی از بخش‌های ایالت تیکینو در سوئیس است. مرکز این بخش، شهر لوکارنو است.